# David J. Dallin
David J. Dallin (russisch Давид Юльевич Далин; geboren 24. Mai 1889 in Rogatschew, Russisches Kaiserreich; gestorben 21. Februar 1962 in New York City) war ein russischer Politiker, Schriftsteller und Journalist. Der Menschewik war Abgeordneter des Moskauer Stadtsowjets, emigrierte später nach Deutschland, Polen und schließlich in die USA.

## Leben
Von 1907 bis 1909 studierte er an der Universität Sankt Petersburg bis er wegen anti-zaristischer Aktivitäten verhaftet wurde. Nach zwei Jahren Freiheitsstrafe floh er nach Deutschland. Er setzte sein Studium zunächst an der Friedrich-Wilhelms-Universität Berlin, dann an der Universität Heidelberg fort, promovierte dort 1913.
Nach der Februarrevolution 1917 kehrte er nach Russland zurück. Er wurde in das Zentralkomitee der Sozialdemokratischen Arbeiterpartei Russlands gewählt und repräsentierte sie zwischen 1918 und 1920 im Moskauer Stadtsowjet. Nach einer kurzzeitigen Inhaftierung durch die bolschewistische Regierung 1920 entzog er sich 1922 einer zweiten Verhaftung durch eine erneute Flucht nach Deutschland.
Er lebte dort, arbeitete jahrelang für die sowjetische Handelsvertretung in Berlin, bis ihn die Nationalsozialisten 1935 zwangen, das Land zu verlassen. Bis zum Kriegsausbruch ließ er sich in Polen nieder und flüchtete im September 1939 in die USA. Dort wurde er Redakteur der linksorientierten antikommunistischen Zeitung The New Leader in New York. Er war dort der Sowjetunion-Experte, schrieb viele Artikel über politische und wirtschaftliche Themen.
Zu seinen Büchern zählten Forced Labor in Soviet Russia (1947), Soviet Espionage (1955) und Soviet Foreign Policy After Stalin (1961). Sie wurden in viele Sprachen, darunter auch ins Deutsche übersetzt.
Dallin war mit der Musikerin Eugenia Bein verheiratet, sie hatten den 1924 geborenen Sohn Alexander Dallin. 

## Publikationen
- Arbeit oder Ausgebeutete? Das System der Arbeitslager in Sowjet-Russland. Die Neue Zeitung, München 1948 (mit Boris Nikolaevsky)
- Das wirkliche Sowjet-Russland. F. Oetinger, Hamburg 1948
- Die Sowjetspionage: Prinzipien und Praktiken. Verlag für Politik und Wirtschaft, Köln 1956
- Sowjetische Außenpolitik nach Stalins Tod. Kiepenheuer & Witsch, Köln 1961
- The New Soviet Empire. Yale University Press, New Haven, Connecticut 1951
- Form Purge to coexistence: Essays on Stalin & Khrushchev’s Russia. Henry Regnery Company, Chicago, Illinois 1964